# SINGLES (Janne Da Arcのアルバム)
『SINGLES』（シングルス）は、日本のヴィジュアル系ロックバンド・Janne Da Arcが2003年9月18日にmotorodから発売した2枚目のベストアルバムである。

## 内容
前作『ANOTHER STORY』から約7ヶ月ぶり、翌年にメジャーデビュー5周年を迎えることを記念して発売された初のベストアルバムで、『ANOTHER SINGLES』と同時発売された。
初の2枚組仕様で、1stシングル「RED ZONE」から、16thシングル「餓えた太陽」までの表題曲、ボーナストラックとして未発表曲「Legend of～」を収録したシングルコレクションとなっている。
初回生産分には特典として全5種類の内1種類のピクチャーレーベルが封入された。
2007年2月21日には、2万枚限定生産でスペシャル・プライス盤として、3rdベストアルバム『SINGLES 2』と共に再発売された。なお、廉価盤のためボーナストラックは未収録となっており、全16曲を1枚に収めている。
iTunesなどの音楽配信サービスではDISC 2に収録されている2曲がカットされている。

## 収録曲

### Disc 1
1. RED ZONE [4:15]
  - 1stシングルの表題曲。シングルバージョンはアルバム初収録。
2. Lunatic Gate [4:31]
  - 2ndシングルの表題曲。
3. EDEN〜君がいない〜 [5:02]
  - 3rdシングルの表題曲。
4. Heaven's Place (Single Edit from"D・N・A") [6:43]
  - 両A面からなる、4thシングルの表題1曲目。
5. will〜地図にない場所〜 [6:22]
  - 5thシングルの表題曲。シングルバージョンはアルバム初収録。
6. Mysterious [4:15]
  - 6thシングルの表題曲。シングルバージョンはアルバム初収録。
7. Dry? [3:54]
  - 7thシングルの表題曲。シングル版とはミックスが異なる。
8. NEO VENUS [4:36]
  - 8thシングルの表題曲。シングル版とはミックスが若干異なる。
9. seed [4:04]
  - 9thシングルの表題曲。シングル版とはミックスが若干異なる。
10. シルビア [4:28]
  - 10thシングルの表題曲。
11. feel the wind [4:36]
  - 11thシングルの表題曲。
12. Shining ray [4:02]
  - 12thシングルの表題曲。
13. マリアの爪痕 [4:40]
  - 13thシングルの表題曲。
14. 霞ゆく空背にして [3:41]
  - 14thシングルの表題曲。
15. Rainy〜愛の調べ〜 (Single Version) [4:55]
  - 15thシングルの表題曲。シングルバージョンはアルバム初収録。

### Disc 2
1. 餓えた太陽 ("SINGLES"MIX)  [4:21]
  - 16thシングルの表題曲。今作がアルバム初収録となる。
2. Legend of〜 (BONUS TRACK) [7:04]
  - 今作のボーナストラック。インディーズ時代の未発表曲。当時のデモテープには「LEGEND OF DREAMERS」と記載されていた。

## 参加ミュージシャン
Janne Da Arc
- yasu：Vocal
- you：Guitar
- ka-yu：Bass
- kiyo：Keyboards
- shuji：Drums

## タイアップ
- テレビ朝日系列バラエティ番組『ネプいっ!』エンディングテーマ (#1)
- テレビ朝日系列討論バラエティ番組『ビートたけしのTVタックル』エンディングテーマ (#2)
- テレビ東京系列バラエティ番組『スキヤキ!!ロンドンブーツ大作戦』エンディングテーマ (#3)
- テレビ東京系列リアリティ番組『ASAYAN』エンディングテーマ (#4)
- アイディアファクトリー製PlayStation 2専用ゲームソフト『スカイサーファー』エンディングテーマ (#4)
- テレビ朝日系列木曜ドラマ『つぐみへ…〜小さな命を忘れない〜』主題歌 (#5)
- テレビ朝日系列アニメ『サイファイハリー』オープニングテーマ (#6)
- カプコン製ゲームボーイアドバンス専用ゲームソフト『バトルネットワーク ロックマンエグゼ』CMソング (#8)
- TBS系列バラエティ番組『ワンダフル』テーマソング (#9)
- テレビ朝日系列バラエティ番組『内村プロデュース』2001年10月〜12月度テーマソング (#10)
- カプコン製ゲームボーイアドバンス専用ゲームソフト『バトルネットワーク ロックマンエグゼ2』CMソング (#11)
- フジテレビ系列アニメ『ONE PIECE』第8期エンディングテーマ (#12)
- テレビ東京系列アニメ『アソボット戦記五九』第2期エンディングテーマ (#14)